# 合野琢真
合野 琢真（ごうの たくま、1975年12月9日 - ）は、日本の元男性声優。東京都出身。

## 人物
以前はグループこまどりに所属していた。アニメ、ゲーム、吹き替えに出演している。

### 後任
合野の引退後に役を引き継いだ人物は以下の通り。
- 半場友恵 - 『スーパーロボット大戦Operation Extend』：バドリナート・ハルチャンド（機動警察パトレイバー）

## 出演
太字はメインキャラクター。

### 吹き替え
- アボンリーへの道
- エメラルド・フォレスト
- がんばれ!ルーキー（ヘンリー・ローウェンガートナー〈トーマス・イアン・ニコラス〉）
- シザーハンズ（ケビン〈ロバート・オリヴェリ〉）※ソフト版
- 素晴らしき日々（ポール・ファイファー）
- ダイナウォーズ/恐竜王国への大冒険（ティミー）
- 天才少年ドギー・ハウザー（ドギー・ハウザー〈ニール・パトリック・ハリス〉）
- 南部の唄（ジョニー〈ボビー・ドリスコール〉）※ブエナ・ビスタ版
- 背信の日々（ジョーイ・シモンズ）
- ホーム・アローン（ロッド・マカリスター）※ソフト版
- マック（少年）
- ラストエンペラー（溥傑〈7歳〉）
- リトルフットの大冒険 〜謎の恐竜大陸〜（リトルフット）※劇場公開版
- ロッキー5/最後のドラマ（ロッキー・ジュニア〈セイジ・スタローン〉）※ビデオ版

### テレビアニメ
1989年
- 機動警察パトレイバー（バド / バドリナート・ハルチャンド）

1996年
- ガンバリスト!駿（影山）

### 劇場アニメ
1989年
- NEMO/ニモ（ニモ[2]）

1992年
- 走れメロス（ヒポー）
- YAWARA! それゆけ腰ぬけキッズ!!（石田裕次郎）

### OVA
1990年
- 機動警察パトレイバー（バド / バドリナート・ハルチャンド）

1991年
- 入院ボッキ物語 おだいじに!（弘井和好）

### カセットドラマ
1988年
- 宇宙皇子1 はるかに遠き都よ（田加良）

### ゲーム
1993年
- 機動警察パトレイバー グリフォン篇（バド / バドリナート・ハルチャンド）